# Günlüce
Günlüce (kurd. Kalmem oder Kalman) ist ein Dorf im Landkreis Nazımiye der türkischen Provinz Tunceli. Günlüce liegt ca. 5 km südwestlich der Kreisstadt Nazımiye, nahe dem Dorf Çevrecik.
Günlüce ist Teil des zentralen Bucak Nazımiye und hatte 1985 insgesamt 162 Einwohner. Im Jahre 2011 lebten dort noch 76 Menschen.
In den 1980er Jahren versuchte man, mit Hilfe des kurdischen Ortsnamens die türkische Herkunft des Namens und damit der Bevölkerung zu beweisen.